# Сергіеті
Сергіеті (груз. სერგიეთი) — село в Грузії.
За даними перепису населення 2014 року в селі проживає 512 особи.